# Geville
Geville ist eine französische Gemeinde mit 627 Einwohnern (Stand: 1. Januar 2022) im Département Meuse in der Region Grand Est (bis 2015 Lothringen). Die Gemeinde liegt im Kanton Commercy im Arrondissement Commercy. Die Einwohner werden Gevillois genannt.

## Geografie
Geville liegt etwa 37 Kilometer westnordwestlich des Stadtzentrums von Nancy. Der Regionale Naturpark Lothringen reicht in das Gemeindegebiet hinein. In der Gemeinde entspringen die Flüsse Esch und Rupt de Mad. Umgeben wird Geville von den Nachbargemeinden Broussey-Raulecourt im Norden und Nordosten, Mandres-aux-Quatre-Tours im Nordosten, Royaumeix im Osten und Nordosten, Boucq im Osten, Euville im Süden, Vignot im Westen sowie Frémeréville-sous-les-Côtes im Nordwesten.

## Geschichte
1973 wurden die Kommunen Corniéville, Gironville-sous-les-Côtes und Jouy-sous-les-Côtes zusammengeschlossen.

### Bevölkerungsentwicklung
| Jahr                      | 1793 | 1856 | 1901 | 1946 | 1962 | 1968 | 1975 | 1982 | 1990 | 1999 | 2006 | 2013 |
| Einwohner                 | 492  | 720  | 702  | 336  | 294  | 283  | 504  | 476  | 443  | 489  | 563  | 612  |
| Quelle: Cassini und INSEE |      |      |      |      |      |      |      |      |      |      |      |      |

## Sehenswürdigkeiten
- Kloster Rangéval in Corniéville aus dem 12. Jahrhundert, wieder errichtet Anfang des 18. Jahrhunderts, Monument historique seit 1965
- Kirche Saint-Symphorien in Corniéville, 1717 erbaut
- Kirche Saint-Léger in Girouville-sous-les-Côtes, ursprünglich aus dem 12. Jahrhundert, Monument historique seit 1908
- Kirche Saint-Étienne in Jouy-sous-les-Côtes
- Kapelle Jévaux in Jouy-sous-les-Côtes von 1890
- Waschhaus in Jouy-sous-les-Côtes

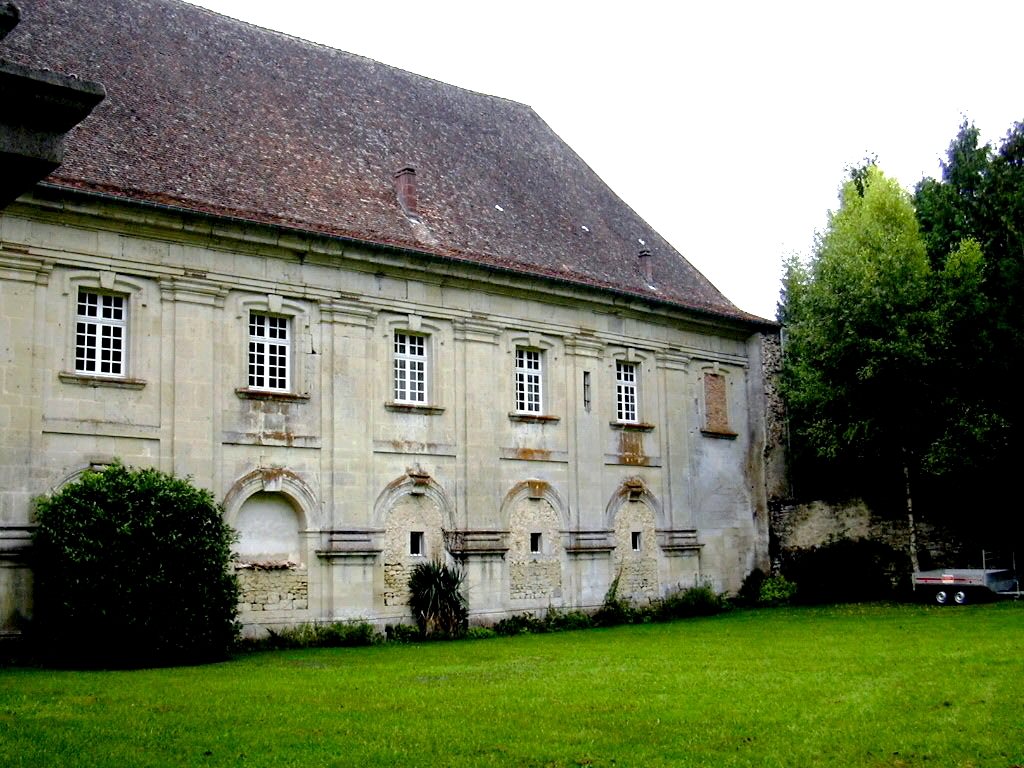
Kloster Rangéval
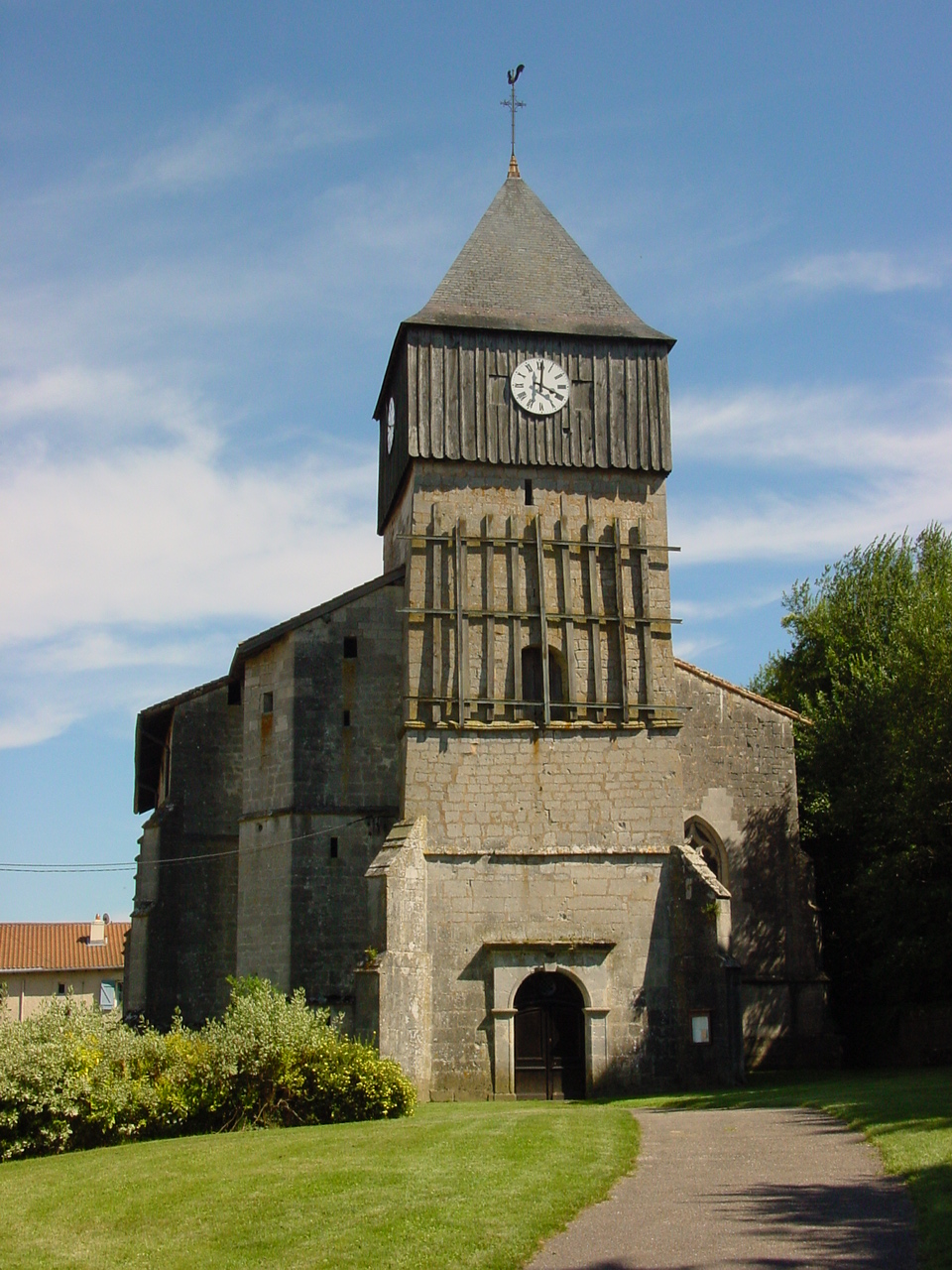
Kirche Saint-Léger
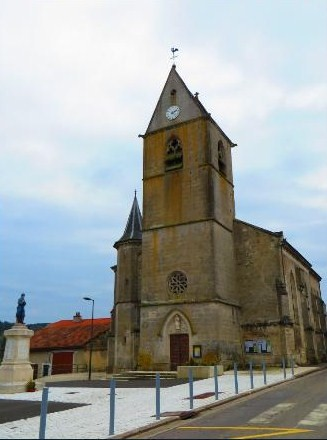
Kirche Saint-Étienne
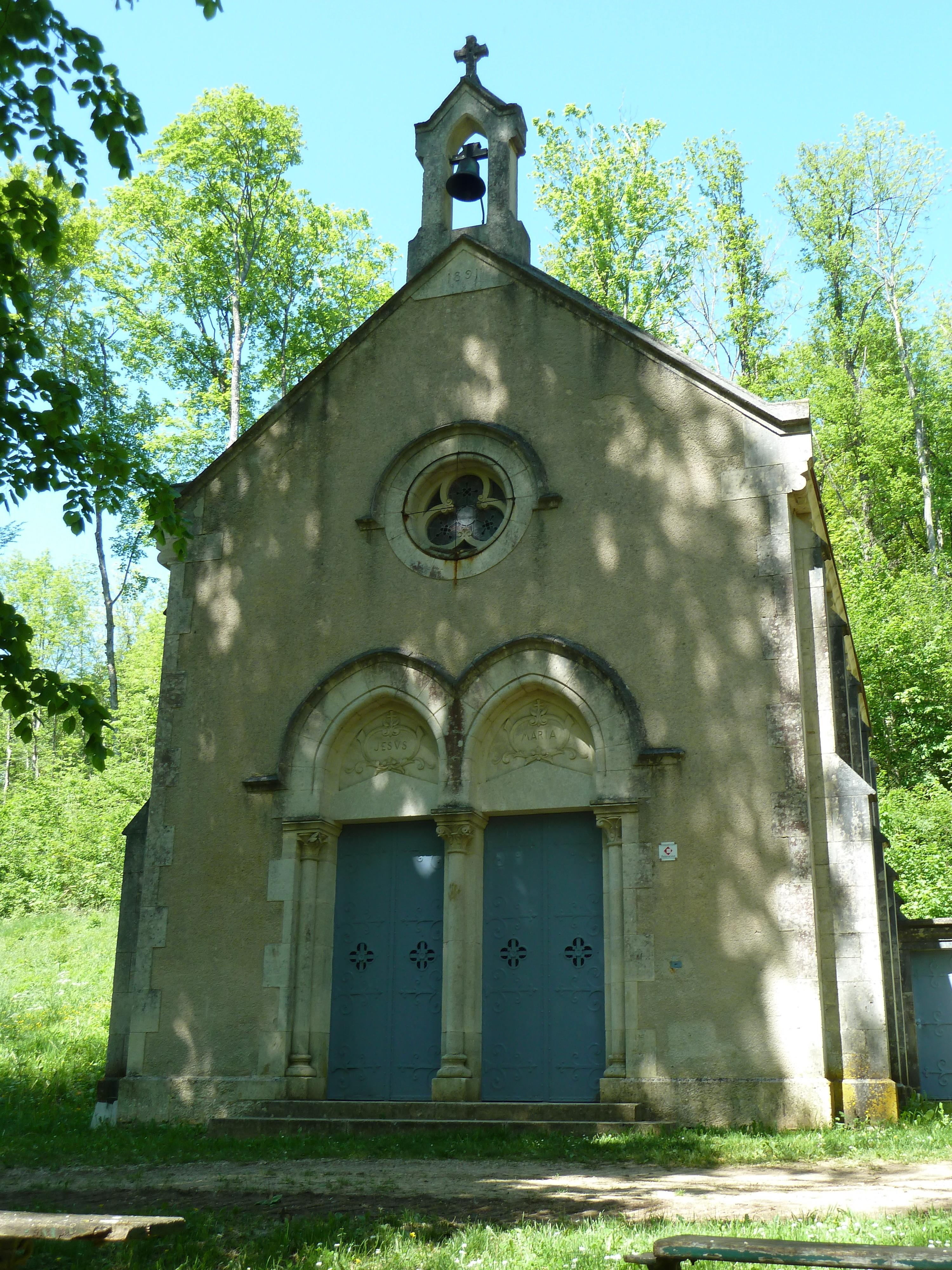
Kapelle Jévaux

## Persönlichkeiten
- Symphorien Gaillemin (1839–1917), Zisterzienserabt und Autor, geboren in Corniéville

## Töchter und Söhne
- Clément Marc (1831–1887), Priester, Missionar und Moraltheologe, gestorben in Rom[1]